# سبک کاشیما شینتو
کاشیما شینتو ریو (به ژاپنی: 鹿島新當流 Kashima Shintō-ryū)، یک سبک سنتی (کوریو) هنرهای رزمی ژاپنی است که توسط تسوکاهارا بوکودن در دوره موروماچی (حدود ۱۵۳۰) بنیان‌گذاری شد.